# لفظ متحجر
اللفظ المتحجر هو كل لفظ متروك في ذاته باق في غيره من الألفاظ مستعمل معها فقط.

## أمثلة

### عربية
- أيسَ كلمة قد أميتت، غير أن العرب تقول: «ائت به من حيثُ أيسَ وليس». لم يستعمل أيسَ إلا في هذه فقط، وإنما معناها كمعنى حيثُ هو في حال الكينونة. (مقاييس اللغة)

## حواش
1. ↑  en: fossil(ized) (word) | fr: (mot) fossile /-isé